# Rowenta
Rowenta é uma empresa alemã, fabricante de pequenos electrodomésticos, adquirida pelo Groupe SEB. Fundada em 1909 por Robert Weintraud, a marca comercializa pequenos electrodomésticos tais como ferros de engomar, aspiradores e Secadores de cabelo.